# Pantaléon Hebenstreit
Pour les articles homonymes, voir Pantaléon (homonymie).
Pantaléon Hebenstreit, né le 27 novembre 1668 à Kleinheringen, près de Naumburg, et mort le 15 novembre 1750 à Dresde, est un musicien et compositeur saxon.

## Biographie
Il étudie la musique à Leipzig et donne des leçons de violon et de clavecin pour gagner sa vie. En 1690, il a l’idée de fabriquer un grand tympanon qui possède un grand nombre de cordes (185 cordes) en acier et en boyau. En 1705, il part en France où il joue pour le roi Louis XIV à la cour. Étonné par la virtuosité dont fait preuve le musicien, le roi décide de nommer l’instrument du nom de son inventeur. Le pantaléon va ainsi faire le succès et la notoriété d’Hebenstreit dans toute l’Europe. Le passage d’Hebenstreit en France laissera quelques traces dans la littérature.
En 1706, Hebenstreit retourne à Berlin et l'année suivante il devient maître à danser à la cour d'Eisenach et est nommé en 1714, musicien à la cour du roi de Saxe et de Pologne à Dresde, où il recevra d’ailleurs son meilleur salaire, 1 200 thalers (Jean-Sébastien Bach en tant que Cantor à Leipzig après 1723 ne recevait que 700 thalers par an ce qui incluait leçons, direction et composition mais également les charges de mariages et de funérailles). Durant la fin de sa vie, il est organiste à l’église Sainte Sophie de Dresde.

## Postérité

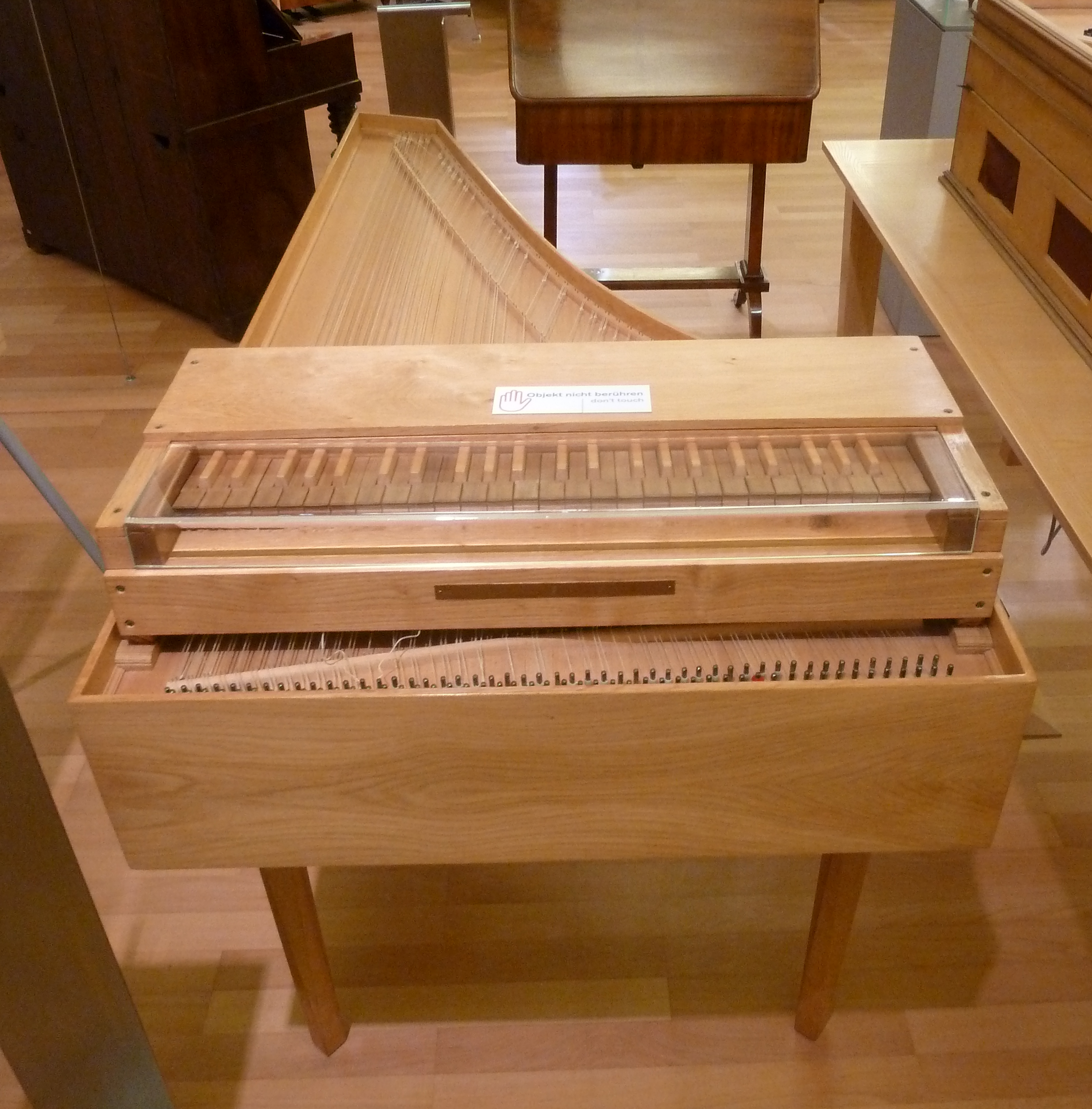
Reconstruction de 1992 d'un Pantaléon

Hebenstreit a connu une vie de succès et de concerts devant toutes les cours d’Europe. Dans la courte période de la création de l’instrument portant son nom à sa mort, il a profité d’une mode qui a fait sa renommée mais il a également fait des émules auprès des musiciens de son temps. Ainsi après lui a subsisté un petit groupe de fidèles, constituant l'unique école de pantaléon, qui s’est principalement développée en Allemagne.